# Henri Lefebvre
Pour les articles homonymes, voir Lefebvre.
Henri Lefebvre, né le 16 juin 1901 à Hagetmau et mort le 29 juin 1991 à Pau, est un philosophe et sociologue français. Il s'est consacré à la sociologie, à la géographie et au matérialisme historique en général. Influencé par la pensée de Karl Marx, il fait partie des premiers intellectuels qui diffusent en France la connaissance du marxisme.

## Biographie

### Des années 1920 à la Libération
Influencé par sa mère fortement catholique, Henri Lefebvre envisage la prêtrise avant de rompre avec la religion pour se tourner vers la philosophie, grâce à l'enseignement de Maurice Blondel à Aix-en-Provence. Il monte à Paris en 1919 et étudie la philosophie à la Sorbonne. Au cours de ses études, il rencontre quelques étudiants, Pierre Morhange, Norbert Guterman, Georges Politzer auxquels il se joint en 1924 pour animer un groupe nommé Philosophies, qui est aussi le nom de la revue qu'ils publient. Ce groupe se lance dans l'action politique en liaison avec le groupe surréaliste et la revue Clarté. Le groupe Philosophies évolue, selon Lefebvre du culte de l'« Esprit » au matérialisme dialectique.
Comme plusieurs autres membres du groupe, Henri Lefebvre adhère au Parti communiste en 1928-1929. N'ayant pas l'agrégation, il doit faire plusieurs petits métiers puis obtient un poste de professeur à Privas (Ardèche) où il anime la cellule communiste locale. Menacé de révocation à la suite d'une manifestation contre le politicien André Tardieu, il est déplacé d'office en 1931 à Montargis (Loiret), où il enseigne jusqu'à la guerre.
En 1935, il y est élu conseiller municipal sur une liste (minoritaire) d'unité antifasciste. Après un passage à Saint-Étienne, il est révoqué de l'enseignement par le gouvernement de Vichy en mars 1941.
Il rejoint la Résistance, ayant rang de capitaine FFI. Plusieurs de ses livres finirent sur la liste Otto.
De 1944 à 1947, il est le directeur de la station de Toulouse de la Radio-diffusion française (RDF). Dès les années 1930, il commence à publier des ouvrages sur sa conception du marxisme, seul ou en collaboration avec Norbert Guterman.

### De la philosophie à la sociologie, un des «maîtres à penser» d'une génération
En 1947, il réintègre l'enseignement à Toulouse. L'année suivante, sous les auspices de Georges Gurvitch, il entre au CNRS pour des études de sociologie rurale, domaine dans lequel il soutient ses thèses de doctorat en 1954.
Il est alors une des figures de proue des philosophes communistes. Il fait partie du Comité de rédaction de la « revue du matérialisme militant », La Nouvelle Critique, de sa création en 1948 jusqu'en 1957. Mais son évolution au cours des années 1950 concernant la théorie marxiste, en particulier son rejet sans concession du stalinisme accentué à partir du rapport Khrouchtchev, lui vaut d’être suspendu du PCF en 1958, suspension qu'il transforme librement en exclusion.
Il participe alors au groupe L’Étincelle, aux côtés notamment de François Châtelet, Anatole Kopp et Yves Cachin. Il collabore à la revue Arguments. En 1960, il signe le manifeste des 121 pour le droit à l'insoumission dans la guerre d'Algérie. Il est membre du Comité de patronage du Mouvement contre l'armement atomique à sa création.

En 1962, il devient professeur de sociologie à l'Université de Strasbourg, où il est en lien avec les militants de l' internationale situationiste,,, puis il part diriger le département de sociologie de l'Université de Paris X-Nanterre à partir de 1965, lors de la fondation de cette nouvelle université. Avec ses assistants Jean Baudrillard, René Lourau et Henri Raymond, il donne des cours centrés sur le marxisme et l’aliénation politique, et influence directement les étudiants qui initient le mouvement de Mai 68, puis livre une analyse à chaud des événements,,. En 1972 il déplore l’échec des sciences dites sciences sociales et s’oppose à plusieurs biologistes dont Edgar Morin, Jacques Monod, François Jacob, Laborit, Konrad Lorenz et Edward Hall. Face aux problématiques de la ville, le recours au biologisme lui semble une régression. Il invoque comme issue la révolution urbaine.
Certains savants ressemblent aux politiciens qui rêvent d’une croissance sans limites, indéfinie. Et qui sacrifieraient les gens à cette extension illimitée !
 Il finit son parcours à l'Institut d'urbanisme de Paris en 1973. Après 1978, il se rapproche du Parti communiste et en 1982 est l'un des signataires de « L'appel des Cent » contre la course aux armements et pour la paix.
Dans son hommage, le magazine Radical Philosophy écrit :
« Le plus prolifique des intellectuels marxistes français, est décédé dans la nuit du  28 au 29 juin 1991, peu après son 90e anniversaire. Pendant sa longue carrière, son travail a été plusieurs fois à la mode ou non suivant les périodes, et a influencé non seulement le développement de la philosophie, mais aussi celui de la sociologie, de la géographie, des sciences politiques et de la critique littéraire. »
L'année 2009, pour la première fois depuis sa mort, a vu plusieurs livres paraître sur ce philosophe.
Il fait l'objet de la première partie de la saison 11 de Contre-Histoire de la philosophie, "l'autre pensée 68", de Michel Onfray, diffusée en juillet - août 2013 sur France Culture.

## Œuvres
Ses travaux sont influencés par la lecture du Capital, ainsi que des Fondements de la critique de l’économie politique de Karl Marx, à partir desquels il mettra au point une méthode d'interprétation des faits sociaux,. Il fait partie des premiers intellectuels qui dans les années 1930 s'efforcent de répandre la connaissance du marxisme : il publie ainsi en 1934 Morceaux choisis de Karl Marx, en 1938 avec Norbert Guterman Morceaux choisis de Hegel et ensemble traduisent les Cahiers de Lénine sur la dialectique de Hegel.

### Critique de la vie quotidienne
Dans son élaboration du « matérialisme dialectique », l'individu et la  praxis concrète occupent une place centrale. Proposant une anthropologie sociale alternative, Henri Lefebvre a soutenu la nécessité que la quotidienneté s'affranchisse de son rôle déterminé par le capitalisme, qui reproduit les caractères imposés à la vie collective par les classes dominantes.
L'habitude, avec sa temporalité inauthentique parce qu'anhistorique, ne ferait rien d'autre que de reproduire et de perpétuer les rapports de domination. La quotidienneté est une sorte de dépôt souterrain dans lequel se sédimentent les conventions et les mensonges du pouvoir. Là, se trouve la barrière qui empêche à la fantaisie et l'inventivité de trouver les voies pour une propre expression autonome.
C'est la raison pour laquelle, Henri Lefebvre accorde son privilège à l'art. L'art est ici compris comme moyen d'une expérience esthétique capable de démontrer le caractère infondé de la conventionnalité des modes de vie quotidiens. Ainsi, l'art moderne pose les conditions de la suppression de la quotidienneté. Ces théories se réfèrent à l'expérience et aux réflexions du mouvement surréaliste, auquel Lefebvre appartenait dans sa jeunesse. La trilogie « Critique de la vie quotidienne » (1947, 1961, 1981) présente de manière très approfondie cette pensée.
La critique de la vie quotidienne est une des inspirations de l'Internationale situationniste, elle a eu une influence après Mai 1968. On a vu également, à ce sujet, Lefebvre dialoguer avec Michel Clouscard
- Critique de la vie quotidienne, 1947, Grasset.
- Critique de la vie quotidienne II, Fondements d'une sociologie de la quotidienneté, 1961, L'Arche
- Critique de la vie quotidienne, III. De la modernité au modernisme (Pour une métaphilosophie du quotidien), 1981, L'Arche
- La Vie quotidienne dans le monde moderne, 1968, Gallimard
- Éléments de rythmanalyse: Introduction à la connaissance des rythmes, 1992, avec Catherine Regulier-Lefebvre, préface de René Lourau, Syllepse

### L'urbanisme et la ruralité
À partir des années 1960, Lefebvre concentre ses recherches sur l’espace et le temps. À ses contributions antérieures sur le marxisme et la sociologie de la vie quotidienne s'ajoutent des travaux relatifs à la campagne et à la ville, dans des œuvres comme Le droit à la ville (1968), Du rural à l’urbain (1970), La révolution urbaine (1970), La pensée marxiste et la ville (1972) et La production de l'espace (1974).
Lefebvre considère que la contradiction identifiée par Marx entre les forces et les rapports capitalistes de production a été surmontée dans les sociétés de capitalisme avancé par la croissance urbaine. Le capitalisme évoluera donc d’un système dans lequel la marchandise était produite dans un endroit spécifique vers un autre dans lequel l’espace est produit en lui-même et crée l’espace urbain comme une nouvelle marchandise homogène et quantifiable. Cette approche se focalise sur la perspective historique puisqu’elle considère que chaque mode de production possède son propre espace caractéristique, et la ville est un élément clé dans les relations de production et de reproduction de la main-d’œuvre dans les sociétés capitalistes avancées.
Pour Lefebvre, l’espace doit cesser d’être considéré comme passif, vide ou dépourvu d’autre sens, comme un produit de consommation : « En tant que produit, par interaction ou réaction, l’espace intervient dans la production elle-même : organisation du travail productif, transport, flux de matières premières et d’énergie, réseau de répartition des produits. À sa manière productif et producteur, l’espace entre dans les rapports de production et dans les forces productives. » Il ne peut être conçu isolément ou statiquement ; il est « dialectique » : produit - producteur, support des relations économiques et sociales,.
Ainsi, le processus de production de l’espace et le produit, l’espace social produit, sont un seul et même élément. Chaque société crée un espace à chaque conjoncture historique, dans un processus de nature trialectique fondé sur les représentations de l’espace, les espaces de représentation et les pratiques spatiales, et qui révèle comment chaque société produit son propre espace, lequel se superpose à ce qui a été produit lors d’autres périodes historiques en ce même lieu.
Différents éléments découlent de ces contributions de Lefebvre.
Tout d'abord, la triplicité de l’espace (physique, mental et social), conçue par Lefebvre comme une unité, mais d'une forme et aux limites confuses. Dans un espace concret, cette triplicité spatiale interagit continuellement, en se mêlant simultanément à des couches d’autres moments historiques passés avec lesquels elle peut coexister de multiples façons. Par exemple, dans des villes monumentales à forte charge symbolique et émotionnelle comme Venise, cette juxtaposition peut ajouter de la complexité au tout analytique.
Ensuite, le processus historique de production sociale de l’espace est une séquence complexe qui mêle des problématiques liées aux pratiques spatiales qui de manière objective se produisent dans un espace déterminé, les représentations symboliques qui s'y produisent ou l’imaginaire social qu’il génère. Cette interrelation se produit entre i) « représentations de l'espace », l'« espace conçu » et abstrait qui se trouve généralement représenté sous forme de cartes, de plans techniques, de rapports, de discours, etc., qui est l’espace dominant dans les sociétés, directement relié aux rapports de production existant dans une société et à la manière dont ceux-ci s'imposent ; ii) « l'espace de représentation », qui est l'espace pleinement vécu, un espace directement expérimenté par les usagers à travers un amalgame de symboles et d'images. Il s’agit d’un espace éprouvé de façon passive par les usagers et que les spécialistes des représentations de l'espace tentent de codifier et de rationaliser, pour finalement les usurper. iii) la « pratique spatiale », qui est l’espace perçu et intégrant les relations sociales de production et de reproduction, en particulier la division du travail et l’interaction entre des individus de différents groupes d’âge et de genre. Elle inclut donc la production matérielle des nécessités de la vie quotidienne (maisons, villes, ...) et la connaissance accumulée par laquelle les sociétés transforment leur environnement construit. Il s’agit donc d’une interrelation entre les trois sphères profondément marquées par la politique et l’idéologie, c’est-à-dire entre l’espace conçu et l’espace vécu.
La ville étant pour lui avant tout un produit historique, le fruit d’un processus sans fin de relations entre groupes sociaux, Lefebvre articule son argumentation en énonçant une nouvelle triplicité de l’espace faisant référence à différentes étapes historiques : l’espace absolu, l’espace historique et l’espace abstrait (contemporain). Pour Lefebvre le processus historique de production de l’espace commence avec le dit « espace absolu », lequel est essentiellement naturel jusqu’à ce qu’il soit colonisé par l’action anthropique et devienne relativisé et historique. L'espace absolu est un espace issu d'espaces naturels avec peu d'activité humaine et dont une petite partie, à travers un processus cosmique mené par des chefs religieux, se vide de ses traits caractéristiques et de ses particularités naturelles pour en acquérir d'autres de type symbolique et politique. Cet espace absolu est à la fois un espace civique et religieux, où sont réalisés les rites et cérémonies d'une société (temples, sanctuaires, ...) qui persistent comme des sédiments des espaces de représentation (symbolismes religieux, magiques, politiques). L'espace historique est marqué par l'émergence des cités grecques et romaines classiques, et s'étend au fil des siècles jusqu'à atteindre les cités-États de la Renaissance. L’espace historique persiste comme un sédiment de l’espace historique, lequel est le support des espaces de représentation et de leurs symbolismes religieux, magiques ou politiques,.
L’espace abstrait est l’espace par excellence du capitalisme, caractérisé par son association à l’accumulation du capital, où les processus de production et de reproduction se séparent tandis que l’espace acquiert une fonction instrumentale. Dans la configuration de cet espace abstrait, les représentations de l’espace jouent un rôle déterminant, c’est-à-dire les technocrates ou « cybernanthropes », puisqu’ils utilisent tous les outils du pouvoir (du mode de production en vigueur à chaque moment) dont ils disposent pour tenter d’imposer cette configuration à l'ensemble de la société. L’espace abstrait représente une confrontation entre l’externalisation des pratiques économiques et politiques produites par la classe capitaliste et l’État, et l’espace concret, l’espace produit par l’interaction entre toutes les classes dans le développement de la vie quotidienne.
Il explicite le passage d'espace abstrait à d'« espace différentiel » : l'espace différentiel présente une forme mosaïque et est engendré par les multiples contradictions que présente l'espace abstrait et qui caractérisent la ville dans la société capitaliste. Devant un espace abstrait qui tend vers l’homogénéité et l'uniformisation, l’espace différentiel doit chercher comment créer de la place pour permettre le développement des différences. Dans cette lutte contre l’homogénéisation de l’espace abstrait, la lutte des classes est le principal moteur du processus dans lequel les dominés (minorités, femmes, etc.) jouent un rôle crucial dans la réappropriation des espaces de différence.
De la conception théorique humaniste de Lefebvre se déprend l'idée d'une civilisation urbaine utopique dans laquelle l'espace différentiel s'imposeait à l'espace abstrait qui, dans le capitalisme avancé, prétend à l'hégémonie.

### La proclamation de la Commune(1965)
Malgré l'œuvre inaboutie de la Commune, ses échecs militaires ou ses contradictions idéologiques, Henri Lefebvre la décrit comme un moment unique de « révolution totale » à l'héritage immense : transformation de la vie quotidienne, critique radicale de l’État et « suprême tentative de la ville pour s’ériger en mesure et norme de la réalité humaine », elle est aussi pour lui « la plus grande fête du siècle et des temps modernes »,.

### Publications
- 1925 : Positions d'attaque et de défense du nouveau mysticisme, Philosophies 5-6 (March), p. 471-506
- 1934 : avec Norbert Guterman, Morceaux choisis de Karl Marx, Paris, NRF (nombreuses rééditions)
- 1936 : avec Norbert Guterman, La Conscience mystifiée, Paris, Gallimard (nouvelle édition. Paris, Le Sycomore, 1979)
- 1937 : Le Nationalisme contre les nations (préface de Paul Nizan) Paris, Éditions sociales internationales (réimpr. Paris, Méridiens-Klincksliek, 1988, coll. « Analyse institutionnelle », présentation Michel Trebitsch, postface Henri Lefebvre)
- 1938 : Hitler au pouvoir, bilan de cinq années de fascisme en Allemagne, Paris, Bureau d'Éditions
- 1938 : avec Norbert Guterman, Morceaux choisis de Hegel, Paris, Gallimard (3 rééditions 1938-*1939, reprinted Collection Idées, 2 Vols. 1969)
- 1938 : avec Norbert Guterman, Cahiers de Lénine sur la dialectique de Hegel , Paris, Gallimard
- 1939 : Nietzsche, Paris, Éditions sociales internationales
- 1940 : Le Matérialisme dialectique, Paris, Presses universitaires de France
- 1946 : L'Existentialisme, Paris, Éditions du Sagittaire
- 1947 : Logique formelle, logique dialectique, vol. 1 de À la lumière du matérialisme dialectique Écrit en 1940-41 (2e volume censuré). Paris, Éditions sociales
- 1947 : Marx et la Liberté Éditions des Trois Collines, Genève
- 1947 : Descartes, Paris, Éditions Hier et Aujourd'hui
- 1947 : Logique formelle, Logique dialectique, Éditions sociales, Paris
- 1947 : Critique de la vie quotidienne, Paris, Grasset
- 1948 : Le Don Juan du Nord: Pièce en trois actes
- 1948 : Le Marxisme, Presses universitaires de France, coll. « Que sais-je ? », 1948[33]
- 1948 : Pour connaître la pensée de Marx, Éditions Bordas, Paris
- 1949 : Pascal, tome I, Paris, Nagel
- 1949 : Diderot, Paris, Éditions Hier et Aujourd'hui
- 1950 : Knowledge and Social Criticism, Philosophic Thought in France and the USA Albany N.Y.: N.Y.; State University of New York Press. p. 281-300. (2nd ed. 1968)
- 1953 : Contribution à l'esthétique, Éditions Sociales, collection Problèmes, Paris
- 1954 : Pascal, tome II, Paris, Nagel
- 1955 : Rabelais, Éditions Hier et aujourd'hui, coll. « Grandes figures », Paris
- 1956 : Pignon, Paris, Falaise
- 1956 Une philosophie de l'ambiguïté in Mésaventures de l’anti-marxisme – Les malheurs de M. Merleau-Ponty (ouvrage collectif), Paris, Éditions Sociales, 1956; p. 99-106.
- 1957 : Pour connaître la pensée de Lénine, Éditions Bordas, Paris
- 1958 : Problèmes actuels du marxisme, Paris, Presses universitaires de France, 4e édition, 1970, coll. « Initiation philosophique »
- 1958 : (avec Lucien Goldmann, Claude Roy, Tristan Tzara) Le romantisme révolutionnaire, Paris, La Nef
- 1959 : La Somme et le Reste (2 volumes), Paris, La Nef
- 1961 : Critique de la vie quotidienne II, Fondements d'une sociologie de la quotidienneté, Paris, L'Arche
- 1963 : La Vallée de Campan - Étude de sociologie rurale, Paris, Presses universitaires de France
- 1964 : Marx, collection « philosophes », Paris, Presses universitaires de France
- 1965 : Métaphilosophie, préface de Jean Wahl, Paris, Éditions de Minuit, coll. « Arguments »
- 1965 : La Proclamation de la Commune, Paris, Gallimard, coll. « Trente Journées qui ont fait la France » (réédition 2018, La fabrique éditions[34],  (ISBN 9782358721684))
- 1966 : Pyrénées, Lausanne: Éditions Rencontre, coll. « L'Atlas des voyages »
- 1966 : Le Langage et la Société, Paris, Gallimard, coll. « Idées »
- 1966 : Sociologie de Marx, Paris, Presses universitaires de France, coll. « Le sociologue »
- 1967 : Position : contre les technocrates, Paris, Gonthier Bibliothèque Médiations 213 pages [réédité en 1971 sous le titre Vers le Cybernanthrope, Denoël/Gonthier, 1971]
- 1968 : Le Droit à la ville, Paris, Anthropos (2e ed.) Paris, Ed. du Seuil, coll. « Points »
- 1968 : La Vie quotidienne dans le monde moderne, Paris, Gallimard, coll. « Idées »
- 1968 : Sociology of Marx, N. Guterman trans. of 1966c, New York, Pantheon
- 1968 : Dialectical Materialism, J. Sturrock trans., London, Cape
- 1969 : The Explosion: From Nanterre to the Summit, Paris: Monthly Review Press. Originally published 1968
- 1970 : Du rural à l'urbain, Paris, Antrophos
- 1970 : La Révolution urbaine Paris, Gallimard, coll. « Idées »
- 1970 : La fin de l'histoire, Paris, Éditions de Minuit, coll. « Arguments »
- 1970 : « Un romancier de la vie quotidienne », article dans Entretiens, Roger Vailland, éditions Subervie
- 1971 : Le Manifeste différentialiste, Paris, Gallimard, coll. « Idées »
- 1971 : Au-delà du structuralisme, Paris, Anthropos
- 1972 : La Pensée marxiste et la ville, Paris, Tournai, Casterman, coll. « Mutations.Orientations »
- 1973 : La Survie du capitalisme. La reproduction des rapports de production, Paris, Anthropos ; troisième édition publiée par Anthropos en 2002 avec une préface de Jacques Guigou et une postface de Rémi Hess
- 1973 : La Somme et le Reste (réédition du second volume paru en 1959, augmentée d'une préface de l'auteur), Paris, Bélibaste
- 1974 : La production de l'espace, Anthropos, 1974
- 1974 : avec Leszek Kołakowski Evolution or Revolution, F. Elders ed. Reflexive Water: The Basic Concerns of Mankind, London: Souvenir. p. 199-267
- 1975 : Hegel, Marx, Nietzsche, ou le royaume des ombres, Paris, Tournai, Casterman, coll. « Synthèses contemporaines »
- 1975 : Le Temps des méprises : Entretiens avec Claude Glayman, Paris, Stock
- 1978 : avec Catherine Régulier La révolution n'est plus ce qu'elle était, Paris, Éditions Libres-Hallier (German trans. Munich, 1979).
- 1978 : Les contradictions de l'État moderne, La dialectique de l'État, Vol. 4 de 4 De l'État, Paris, UGE, coll. « 10/18 »
- 1980 : La Présence et l'Absence, Paris, Casterman
- 1981 : Critique de la vie quotidienne, III. De la modernité au modernisme (Pour une métaphilosophie du quotidien) Paris, L'Arche
- 1981 : De la modernité au modernisme: pour une métaphilosophie du quotidien, Paris, L'Arche, coll. « Le sens de la marche »
- 1985 : avec Catherine Régulier-Lefebvre, Le Projet rythmanalytique Communications 41, p. 191-199
- 1986 : Lukacs 1955 suivi de Patrick Tort, Être marxiste aujourd'hui, Paris, Aubier, 1986, réédition 1992, 152 pp.
- 1988 : Toward a Leftist Cultural Politics: Remarks Occasioned by the Centenary of Marx's Death, D. Reifman trans., L.Grossberg and C.Nelson eds. Marxism and the Interpretation of Culture, Urbana: University of Illinois Press.; New York, Macmillan. p. 75-88
- 1990 : Du contrat de citoyenneté, avec le Groupe de Navarrenx (Armand Ajzenberg, Lucien Bonnafé, Katherine Coit, Yann Couvidat, Alain Guillerm, Fernando Iannetti, Guy Lacroix, Lucia Martini-Scalzone, Serge Renaudie, Oreste Scalzone), Editions: Syllepse et Périscope 1990[35].
- 1991 : The Critique of Everyday Life, Volume 1, John Moore trans., London: Verso. Originally published 1947
- 1991 : avec Patricia Latour et Francis Combes, Conversation avec Henri Lefebvre P. Latour and F. Combes eds., Paris, Messidor, coll. « Libres propos »
- 1991 : The Production of Space, N. Donaldson-Smith trans., Oxford: Basil Blackwell. Originally published 1974
- 1992 : avec Catherine Regulier-Lefebvre Éléments de rythmanalyse: Introduction à la connaissance des rythmes, préface de René Lourau, Paris, éd. Syllepse, coll. « Explorations et découvertes »
- 1995 : Introduction to Modernity: Twelve Preludes September 1959-May 1961, J. Moore, trans., London, Verso. Originally published 1962
- 1996 : Writings on Cities, E. Kofman and E. Lebas trans. and eds., Oxford, Basil Blackwell
- 2014 : Les Communautés paysannes pyrénéennes, thèse soutenue en Sorbonne en 1954, éditions du Cercle historique de l'Arribère, Navarrenx
- 2023 : Vers une architecture de la jouissance, éd. et trad. par Alain Milon, Presses universitaires de Paris Nanterre, inédit de 1973-1974